# Seyit Hışırlı
Seyyit Hışırlı (ur. 1 marca 1949 w Şanlıurfie) – turecki zapaśnik walczący w stylu klasycznym. Olimpijczyk z Monachium 1972, gdzie zajął szóste miejsce w kategorii 68 kg.
Szósty na mistrzostwach świata w 1970. Wicemistrz igrzysk śródziemnomorskich w 1971 roku.